# Mallomys
Mallomys là một chi động vật có vú trong họ Muridae, bộ Gặm nhấm. Chi này được Thomas miêu tả năm 1898. Loài điển hình của chi này là Mallomys rothschildi Thomas, 1898.

## Các loài
Chi này gồm các loài: